# Tadeusz Srogosz
Tadeusz Srogosz (ur. 1952 w Łodzi) – polski historyk, profesor, doktor habilitowany nauk humanistycznych.

## Życiorys
Studia historyczne na Wydziale Filozoficzno-Historycznym Uniwersytetu Łódzkiego ukończył w 1975. Na tym samym Wydziale doktoryzował się w 1985 i uzyskał habilitację w 1995. Tytuł profesora uzyskał w 2005. Specjalizuje się w historii administracji, historii instytucji opieki zdrowotnej oraz historii nowożytnej Polski XVII i XVIII wieku. Jest kierownikiem Zakładu Metodologii i Historii Historiografii Uniwersytetu Humanistyczno-Przyrodniczego im. Jana Długosza w Częstochowie. Od 1999 do 2004 pełnił funkcję dziekana Wydziału Filologiczno-Historycznego tej uczelni. Był także pracownikiem naukowym Zakładu Historii Medycyny i Farmacji Uniwersytetu Medycznego w Łodzi i Wyższej Szkoły Handlowej im. Króla Stefana Batorego w Piotrkowie Trybunalskim.
W latach 2012–2015 członek Głównej Komisji Rewizyjnej Polskiego Towarzystwa Historycznego. We wrześniu 2015 wybrany na tę funkcję na kolejną kadencję, a we wrześniu 2018 został wiceprzewodniczącym Głównej Komisji Rewizyjnej. W kadencji 2015-2018 członek Komitetu Nauk Historycznych PAN oraz Komitetu Historii Nauki i Techniki PAN. Członek European Association for the History of Medicine and Health z siedzibą w Strasburgu, członek zagraniczny Białoruskiego Towarzystwa Historyków Medycyny, członek honorowy Instytutu Archeografii i Źródłoznawstwa im. Michała Hruszewskiego Ukraińskiej Akademii Nauk, członek rzeczywisty Akademii Socjalnych Nauk Ukrainy, profesor honorowy Chersońskiego Uniwersytetu Państwowego (Ukraina), wiceprezes Fundacji „Humanitas et Scientia”, członek wielu polskich i zagranicznych komitetów redakcyjnych czasopism naukowych.

## Ważniejsze publikacje
- Problemy sanitarno-zdrowotne w działalności administracji Rzeczypospolitej w okresie stanisławowskim (1993)
- Dżuma ujarzmiona? Walka z czarną śmiercią za Stanisława Augusta (1997)
- Pomoc weteranom, rannym i chorym na ziemiach polskich w latach 1806–1807 (2001)
- Między biologiczną egzystencją człowieka w dziejach a historią nauki (2003)
- Żołnierz swawolny: z dziejów obyczajów armii koronnej w XVII wieku  (2010)
- Między wojną a modernizacją. Studia z dziejów kresów południowo-wschodnich Rzeczypospolitej w XVII – XVIII wieku (2016)
- Życie codzienne żołnierzy armii koronnej i litewskiej w XVII wieku (2018)

## Odznaczenia i wyróżnienia
- Srebrny Krzyż Zasługi (2002)
- Złoty Krzyż Zasługi (2009)[6]
- Medal Komisji Edukacji Narodowej (2005)
- Medal Wszechukraińskiego Stowarzyszenia „Kraina” „Za upowszechnienie historii” (2019)